# Vite de' pittori, scultori e architecti moderni
Vite de' pittori, scultori e architecti moderni és el títol d'una obra del teòric del classicisme italià Giovanni Pietro Bellori. Va ser publicada a Roma l'any 1672. En l'obra, es veuen reflectides les seves inquietuds i pensaments referits al món artístic del moment. D'aquest llibre destaca el seu pròleg titulat L'Idea del pittore, dello scultore e dell' Architetto (La Idea del pintor, escultor i arquitecte), on desenvolupa la seva teoria de la imitació de la natura. En ell, defensa la solució classicista on demana la tornada a la Naturalesa com a marc de referència, que estava sent posat en perill pel Manierisme, però censurava la seva incapacitat d'anar més enllà de la completa imitació del natural.

## Ideal de bellesa i teoria de la imitació
Bona part de les consideracions estètiques de Bellori es troben descrites al pròleg de l'obra Vite de' pittori, scultori e achitecti moderni .
Desenvolupa una complexa teoria de la imitació que té antecedents en Agucchi. Monsenyor G.B Agucchi (1570-1632) va ser un eclesiàstic, secretari d'Estat en els anys 1621-1623 i escriptor d'un tractat teòric sobre l'estètica clàssica. El model insuperable de l'art és per ell, allò antic i junt amb Rafael, els elements fonamentals de la pintura són el disseny i l'expressió. Bellori s'inspira també en els primers teòrics del Renaixement com Leonardo da Vinci i Leon Battista Alberti. El seu punt de partida és la teoria neoplatònica basada en la contemplació de Déu, anomenada teoria sobre el naixement de la Idea. Bellori creu, a diferència dels Manieristes, que aquesta idea no és innata en l'home, sinó que va creixent a mesura que observa la natura. La teoria tractava sobre una poderosa i consistent contestació teòrica al Naturalisme, partint de la base que la naturalesa és imperfecta i que l'activitat artística es justifica precisament, per la seva capacitat i possibilitat de crear la perfecció.
| « | Es mas, la Naturaleza es por esa razón tan inferior al Arte que los artistas copistas y totalmente imitadores de los cuerpos, sin elección ni selección de la Idea, fueron reprobados. Pauson y Pirreico fueron reprobados principalmente por haber imitado a los peores y a los más viles, igual que en nuestros tiempos miquel Angel de Carvaggio fue demasiado natural y pintó a los hombres iguales, y el Bamboccio pintó a los peores (...). Pero Guido [Reni] se vanagloriaba de pintar la belleza no como se le presentaba ante los ojos, sino semejante a la que veía en la Idea; por lo que su bella Helena raptada fue tan alabada como la antigua de Zeuxis. | » |

Amb la teoria de la imitació Bellori vol recuperar el tema de la bellesa com un factor fonamental per la persecució de l'estètica, ja que aquest tema es va veure tapat per altres com l'expressió. Ell considera que la bellesa s'aconsegueix a través d'una sèrie d'etapes en les quals l'artista inspirat per la naturalesa trobava el seu recorregut propi que el portava a l'obra final. Per tant, ell creia que la naturalesa per si sola era imperfecte però per millorar-la i perfeccionar-la calia la ment d'un artista que sabes transformar-ho cap al que és bell.
La idea de bellesa segons Bellori es basa a dir que l'art és superior a la naturalesa, i que no es basa en la imitació sinó en la idea.
Ell parteix de la base que va existir un creador que va constituir les primeres formes a les quals nosaltres anomenem idea primera, per tant quan l'artista imita aquesta idea primera crea un nivell de bellesa superior. Per ell hi ha dos elements importants, un és que la idea no és una sinó que n'hi ha moltes i aquestes varien segons l'edat i el sexe. I l'altre element és que la idea és superior a la naturalesa tot i que prové d'aquesta, i l'home la dedueix d'ella.
| « | Así, la Idea constituye la perfección de la belleza natural, y uniendo a lo verdadero lo verosímil de las cosas expuestas a los ojos, siempre aspirando a lo óptimo, se hace superior a la natura. | » |

Bellori creu que l'art dolent és aquell en què manca la idea, i també quan aquesta no es recolza amb la naturalesa.
| « | A diversos objetos convienen diversas formas, por no ser otra cosa la belleza siono aquello que hace las cosas como son en su propia y perfecta naturaleza; la cual eligen los óptimos Pintores contemplando la forma de cada uno. | » |

## Contingut dels capítols de l'obra
| Capítol                                           | Autor             | Nació                          | Estil       |
| ------------------------------------------------- | ----------------- | ------------------------------ | ----------- |
| Vida d'Annibale Carracci, pintor bolonyés         | Annibale Carracci | Bolonya - Itàlia               | Barroc      |
| Vida de Michelangelo Merigi de Caravaggio, pintor | Caravaggio        | Milà, Itàlia                   | Barroc      |
| Vida de Peter Paul Rubens d'Anvers, pintor        | Peter Paul Rubens | Siegen, Westfàlia, Alemanya    | Barroc      |
| Vida d'Anton Van Dyck d'Anvers, pintor            | Anton van Dyck    | Anvers, Flandes, Bèlgica       | Barroc      |
| Vida de Nicolas Poussin                           | Nicolas Poussin   | Les Andelys, Normandia, França | Classicisme |

### Annibale Carracci
És molt significatiu del pensament de Bellori la preferència d'Annibale Carracci, per qui una de les preocupacions fonamentals va ser sempre l'aristotèlica de la correcta representació de les emocions de l'ànima humana, utilitzant correctament els gestos i expressions del cos. Aquesta voluntat de l'artista conduïa a que les seves obres fossin caracteritzades de naturalistes, fet que entusiasmava a Bellori.

### Caravaggio
Bellori relacionava la vida personal i el caràcter de Caravaggio amb el seu estil i la seva obra. Tal com es mostra en el següent discurs de Bellori, ell preferia la primera etapa pictòrica de Caravaggio, en la qual el qualificava del millor colorista de la nació.
| « | Su manera de pintar se correspondía con su fisonomía y aspecto; era de tez oscura, y tenía oscuros los ojos, negras las cejas y el cabello; y esto, naturalmente, se reflejaba en su pintura. Su primer estilo, dulce y de colores puros, fue el mejor; con él alcanzó el mayor mérito y demostró ser el mejor colorista lombardo. Mas luego cambió a su manera oscura, a la cual lo impulsaba su propio temperamento, como su forma de ser era también turbulenta y pendenciera; por causa de ella, dejando primero Milán y su patria tuvo después que huir de Roma y de Malta, ocultarse en Sicilia, luchar contra los peligros de Nápoles y morir miserablemente en una playa perdida. No dejaremos de señalar sus modales y su manera de vestir. Gustaba de adornarse con terciopelos y paños costosos, mas una vez que vestía un traje ya no se lo volvía a quitar hasta que se le caía hecho jirones. Era de lo más negligente en cuanto a su aseo y, durante muchos años, usó la tela de un retrato a guisa de mantel, comiendo en él mañana y tarde. | » |

### Peter Paul Rubens
Al final de la biografia de Rubens, Bellori es refereix a l'absència de dibuix i selecció natural de la seva pintura. Tot i així, el judici tan favorable de Bellori cap a Rubens es basa considerablement en les poques obres d'ell que va conèixer. Per la qual cosa, veu a Rubens com una figura completament al marge de la resta de pintors flamencs que havien passat per Itàlia. Distingia dos grups perillosos d'aquests pintors: els que s'inclinaven cap a la tradició manierista de Miquel Àngel, i els que s'inclinaven cap al naturalisme de Caravaggio. Per Bellori, Rubens no pertanyia a cap d'aquests dos grups.

### Anton Van Dyck
Bellori creu que Van Dyck era un molt bon pintor d'històries, ja que es basava en la naturalesa i per ell, constituïa la veritable essència de la pintura. Tot i així, li retreia que no anés més enllà de la pintura històrica.
Actualment, Van Dyck és considerat un autèntic retratista i no un pintor d'històries. Però probablement, el que va portar a Bellori a qualificar-lo com a tal, és el fet que els seus retrats eren refinats i elegants, d'un estil molt contrastat amb el de Caravaggio, la qual cosa amb la pintura de Van Dyck, Bellori podia demostrar una sabia imitació de la naturalesa.

### Nicolas Poussin
Es considera que Poussin és qui modela els judicis artístics de Bellori. El director de l'Acadèmia Francesa a Roma, anomenada La Tèuliere, assegurava que l'antiquat pensament de Poussin es devia en gran part a les seves conversacions amb Bellori.
El pensament de Poussin estava molt lligat a l'estètica de Bellori. En principi, era un pensament clàssic però no era classicisme pur. Així doncs, a tots dos autors se'ls va qualificar de ser manifestants del classicisme barroc.

## Influències

### Influència de Vasari
Giovanni Bellori va rebre molta influència del gran autor Giorgio Vasari en la seva teoria historiogràfica però en èpoques diferents. Tot i que no coincideixen en tots els temes, hi ha idees en la qual coincideixen i n'hi ha d'altres en les quals no tenen un mateix punt de vista.
Vasari amb la seva historiografia comença un procés que es mantindrà en època barroca però amb certs canvis, ja que per l'escriptor italià l'ideal de progrés històric culminava amb Miquel Àngel. En canvi, en èpoques posteriors i amb Bellori al capdavant es diu que és Rafael aquesta persona, la qual s'ha de seguir per poder arribar a aconseguir aquest avenç. Per tant, en aquest tema els dos autors es contradiuen. Bellori demostra que té una mentalitat humanista més antiga quan expressa que el veritable model per assolir l'excel·lència és l'art grec, en canvi, Vasari defensa que l'art romà és el veritable cim de l'antiga creació artística.
Pel que fa al tema Caravaggio, tots dos defensen que l'artista tenia una vida desordenada i la relacionen amb el caràcter brusc i orgullós del seu art, tot això sense desmerèixer el seu gran do d'artista. Bellori considera que l'artista és el corruptor del “bon ús” de la pintura i que li falten moltes característiques de l'art antic. Un dels punts en què els dos artistes coincideixen és que consideren inferior l'escultura modera que l'antiga, ja que els dos autors defensen l'art antic ja sigui el grec o el romà.
Bellori va desenvolupar una idea de Vasari. Giovanni és el primer a expressar àmpliament la idea de l'aparició d'un període de decadència que s'inicia després de l'edat d'or de l'art italià, és un concepte que ja existeix amb Vasari però que encara no queda del tot clar.
Vassari té la seva pròpia obra on explica les seves idees i reflexions, Le Vite.

## Edicions i traduccions

### Edicions
- BELLORI, G.P., Le Vite de' pittori, scultori e architetti moderni, Roma, 1672.
- BELLORI, G.P., Le Vite de' pittori, scultori e architetti moderni, Génova, ed. E. Battisti, 1967.
- BELLORI, G.P., Le Vite de' pittori, scultori e architetti moderni, Turín, ed. E. Borea, intr. G Previtali, 1976.

### Traduccions
Primera traducció al castellà:
- PIETRO BELLORI, Giovan. Vidas de pintores, Madrid: Akal, 2005. ISBN 84-4601-793-8.